# Miss Latinoamérica 2015
La 4° edición del concurso Miss Latinoamérica se realizará el 4 de octubre en el Fantastic Casino de la Ciudad de Panamá, Panamá, en donde 22 chicas representantes de diferentes países y territorios autónomos latinoamericanos concursaron en el certamen. Al final de evento Eliana Olivera, Miss Latinoamérica 2014 de la Uruguay (Punta del Este) coronó a Anna Carolina Moura de Brasil como la nueva Miss Latinoamérica 2015.

## Posiciones
| Resultado               | Delegada                                                                                     |
| Miss Latinoamérica 2015 | Brasil - Anna Carolina Moura                                                                 |
| Virreina Latinoamérica  | Nicaragua - Bianca Gutiérrez Hernández                                                       |
| Princesa Latinoamérica  | Uruguay - Agustina Rodríguez                                                                 |
| 1.ª. Finalista          | Aruba - Rocio Rodríguez                                                                      |
| 2.ª. Finalista          | Panamá - Joseline Pinto de García                                                            |
| Top 8                   | México - Grecia Jazmin Montañéz Ochoa Perú - Ornella Pescceros Venezuela - Génesis Rodríguez |

## Premios Especiales
| Premio             | Candidata                              |
| Mejor Silueta      | Nicaragua - Bianca Gutiérrez Hernández |
| Mejor Pasarela     | Ecuador - Ana Carolina Ortega          |
| Mejor Proyección   | Brasil - Anna Carolina Moura           |
| Miss Fotogénica    | Chile - Javiera Lorca Verdugo          |
| Mejor Traje Típico | Ecuador - Ana Carolina Ortega          |
| Mejor Cabello      | Ecuador - Ana Carolina Ortega          |
| Miss Amistad       | Curazao - Heilen Tucker Johnson        |
| Miss Elegancia     | Venezuela - Génesis Rodríguez          |
| Miss Internet      | Brasil - Anna Carolina Moura           |

### Mejor Silueta
| Posición       | Candidata                              |
| Mejor Silueta  | Nicaragua - Bianca Gutiérrez Hernández |
| 1.ª. Finalista | Honduras - Karen Bucato Smith          |
| 2.ª. Finalista | Aruba - Rocio Rodríguez                |

## Candidatas
20 candidatas han sido confirmadas: y
| !País/Territorio     | Candidata                    | Edad | Estatura | Medidas  |
| -------------------- | ---------------------------- | ---- | -------- | -------- |
| Argentina            | Sofía Alejandras Rojas       | 23   | 1,73 m   | 84-56-88 |
| Aruba                | Rocio Rodríguez              | 25   | 1,71 m   | 90-60-94 |
| Bolivia              | Marines Caballero Rocabado   | 24   | 1,73 m   | 85-60-90 |
| Brasil               | Anna Carolina Moura          | 20   | 1,75 m   | 84-58-88 |
| Chile                | Javiera Lorca Verdugo        | 19   | 1,72 m   | 88-63-90 |
| Colombia             | Angélica Valero              | 23   | 1,70 m   | 90-60-90 |
| Costa Rica           | Carolina Jiménez Daffonchio  | 20   | 1,72 m   | 86-58-88 |
| Cuba                 | Layda Lissy Hernández        | 23   | 1,71 m   | 85-60-88 |
| Curazao              | Heilen Tucker Johnson        | 20   | 1,80 m   | 88-60-90 |
| El Salvador          | Cristel Lepiz                | 22   | 1,75 m   | 88-60-90 |
| Ecuador              | Ana Carolina Ortega          | 25   | 1,76 m   | 85-60-90 |
| Guatemala            | Stephanie Paola Mullares     | 23   | 1,76 m   | 90-58-92 |
| Honduras             | Karen Bucato Smith           | 21   | 1,76 m   | 88-60-90 |
| México               | Grecia Jazmin Montañéz Ochoa | 21   | 1,75 m   | 89-61-90 |
| Nicaragua            | Bianca Gutiérrez Hernández   | 25   | 1,74 m   | 82-60-89 |
| Panamá               | Joseline Pinto de García     | 19   | 1,70 m   | 85-58-90 |
| Paraguay             | Lujan Campuzano              | 18   | 1,69 m   | 86-60-90 |
| Perú                 | Ornella Pescceros            | 20   | 1,76 m   | 91-64-95 |
| República Dominicana | Alejandra Castillo           | 18   | 1,76 m   | 91-64-95 |
| Uruguay              | Agustina Rodríguez           | 24   | 1,71 m   | 87-58-90 |
| USA Latina           | Stephanie Gómez              | 18   | 1,73 m   | 85-58-90 |
| Venezuela            | Génesis Rodríguez            | 23   | 1,71 m   | 90-60-95 |

## Datos de las Candidatas
- Eliana Ospina - representante de Colombia había sido anunciada como la representante de este territorio en el concurso y su perfil ya aparecía en la página web del concurso, pero fue reemplazada por Angélica Valero
- Yovana Covazos Luna - representante de México había sido anunciada como la representante de este territorio en el concurso y su perfil ya aparecía en la página web del concurso, pero fue reemplazada por Grecia Jazmín Montañéz
- Helen Martínez Treminio - representante de Nicaragua había sido anunciada como la representante de este territorio en el concurso y su perfil ya aparecía en la página web del concurso, pero fue reemplazada por  Bianca Gutiérrez H